# Vesa-Matti Loiri

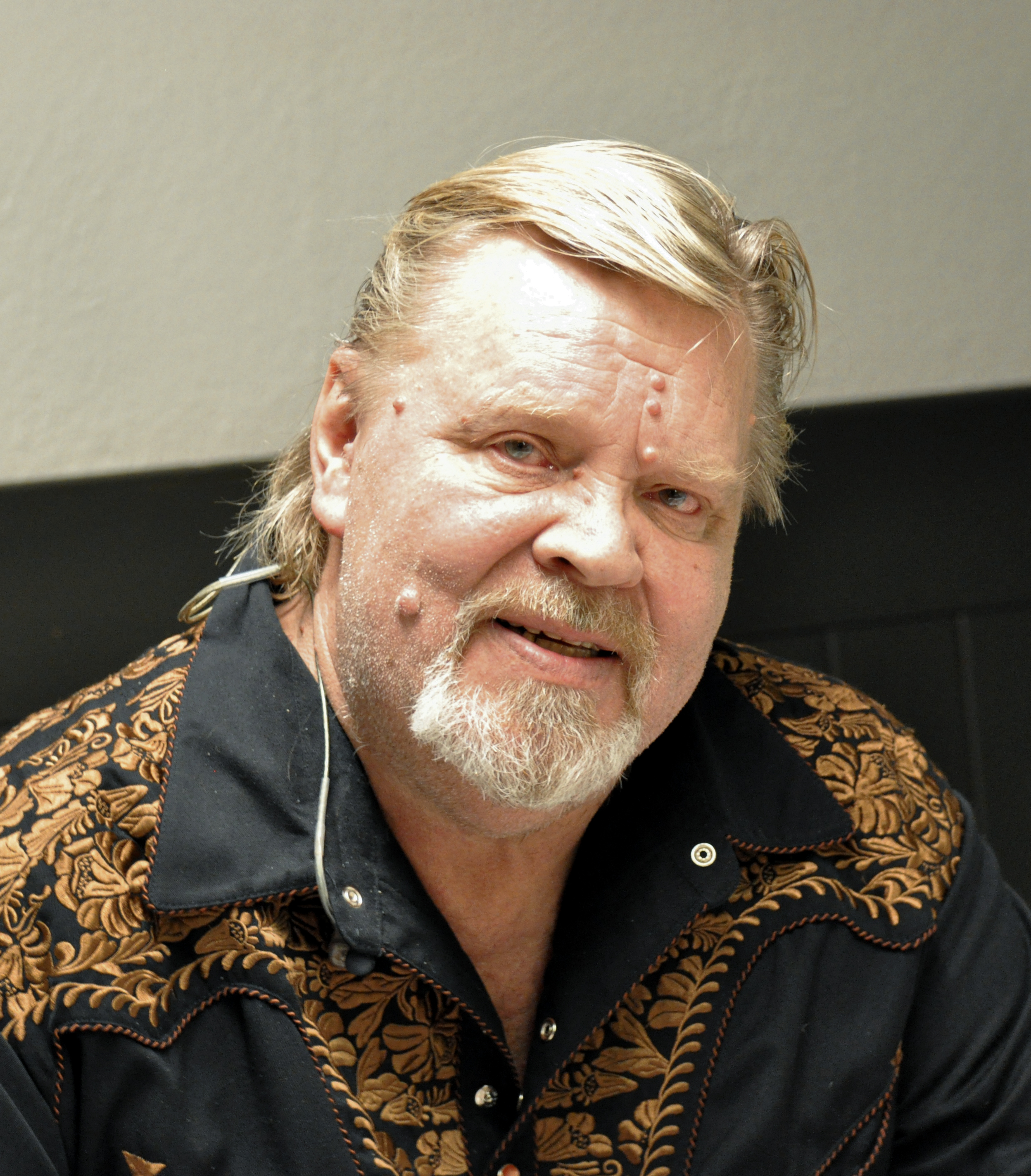
Vesa-Matti Loiri (2011)

Vesa-Matti Loiri (* 4. Januar 1945 in Helsinki; † 10. August 2022 ebenda) war ein finnischer Schauspieler, Musiker und Kabarettist. In Finnland wurde er im Wesentlichen durch die Darstellung des Uuno Turhapuro, den er zwischen 1973 und 2004 in 20 Filmen spielte, bekannt.

## Leben
Loiri begann 1962 mit der Schauspielerei im Spielfilm Pojat. Seither spielte er in über 50 finnischen Spielfilmen mit. Des Weiteren lieh er der Figur des Dschinni im Zeichentrickfilm Aladdin die Stimme und sang in der Disney-Produktion das Lied Friend like Me.
Als Musiker veröffentlichte Loiri Dutzende von Musikalben. Seine Alben erhielten in Finnland insgesamt drei Goldene und zwölf Platin-Auszeichnungen. 1980 vertrat er Finnland beim Eurovision Song Contest 1980 mit dem Lied Huilumies, erreichte jedoch den letzten Platz der insgesamt 19 Teilnehmer. 1986 brachte er eine finnische Coverversion des Fred-Bertelmann-Hits Der lachende Vagabund heraus. Auch gibt es eine finnische Version des Kult-Titels In-A-Gadda-Da-Vida von ihm.
Von 1967 bis 1969 war Loiri mit der Schauspielerin Tuula Nyman verheiratet. Seine zweite Frau, mit der er ab 1973 verheiratet war, verstarb 1977 bei einem Autounfall. Zu dieser Zeit war Loiri nahezu pleite, alkoholabhängig und durch eine depressive Phase stark suizidgefährdet. Seine dritte Ehe hielt von 1978 bis 1989 und seine vierte Ehe von 1994 bis 1999. Aus den letzten drei Ehen hatte er insgesamt fünf Kinder. Loiri erlag im August 2022, acht Monate nach der Diagnose, einem schweren Krebsleiden.

## Filmografie (Auswahl)
- 1967: Die Braut von Lapua (Lapualaismorsian)
- 1971: Hirttämättömät
- 1973: Kater – Episoden einer Ehe (Baksmälla)
- 1981: Das Zeichen der Bestie (Pedon merkki)
- 1983: Die eiserne Zeit (Rauta-aika, Fernsehserie, drei Folgen)
- 1993: Der Höllenflug (Ripa ruostuu)
- 1999: Blindentanz (Sokkotanssi)
- 1999: Spy Games – Agenten der Nacht (History Is Made at Night)
- 2012: Road North – Nordwärts (Tie pohjoiseen)
- 2019: Master Cheng in Pohjanjoki (Mestari Cheng)